# 共和国亡命政府

共和国亡命政府
Vabariigi Valitsus eksiilis

共和国亡命政府（きょうわこくぼうめいせいふ、エストニア語: Vabariigi Valitsus eksiilis）は、1940年のソビエト連邦による国土の占領で消滅したエストニア第一共和国の亡命政府である。